# Парагвайський суп

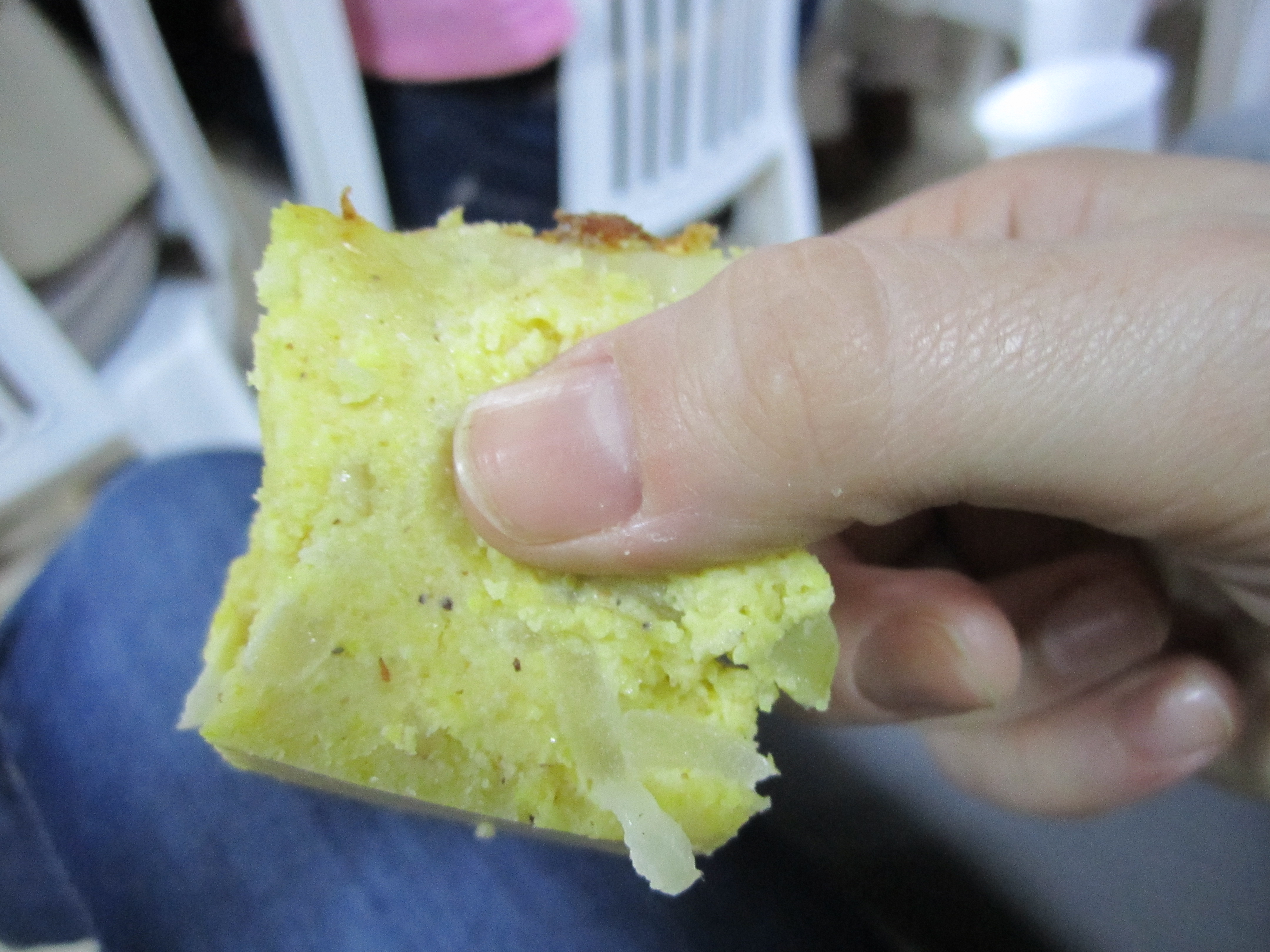
Парагвайський суп

Парагвайський суп — національна страва Парагваю. Результат симбіозу культур Індіанців гуарані та переселенців з Іспанії.
У раціон індіанців входили кілька страв, основним інгредієнтом яких були: кукурудзяне борошно і борошно з маніоки. Для приготування традиційної їжі, невелика кількість тіста загорталася в лист банана і поміщалося у вугілля. Єзуїти (в основному іспанці) познайомили індіанців з такими продуктами як сир, яйця та молоко. Змішавши ці складові, парагвайці створили парагвайський суп. За смаком він нагадує мамалиґу.
Згідно з однією з традицій, основним учасником створення супу виступає Карлос Антоніо Лопес (президент Парагваю, який перебував при владі з 1844 по 1862 роки).
Згідно з цим повір'ям, президент любив страву «тікуєті», тобто білий суп, до складу якого входили: молоко і сир, яйця та кукурудзяне борошно, ця страва не могла не прикрашати його стіл. Одного разу, через неуважність, служниця не розрахувала необхідну кількість борошна і насипала значно більше, ніж передбачалося і в обід зіткнулася з двома проблемами. По-перше, суп став дуже густим, по-друге, для приготування іншого супу, часу було недостатньо, а замінити його було нічим.
Спробувавши отриману масу, служниця вирішила ризикнути і, переклавши вміст каструлі в залізну ємність, помістила зіпсований суп в піч. В результаті, було отримано сухий суп. Покуштувавши нову страву, президент був приємно здивований результатом і негайно охрестив страву «парагвайським супом».
Існує кілька рецептів приготування парагвайського супу, однак, незмінними складовими повинні залишатися: кукурудзяне борошно, яйця, сир та цибуля, вода і/або молоко.